# Deutsche Oper am Rhein
La Deutsche Oper am Rhein (en alemán, lit., 'Opera Alemana en el Rin') es la compañía estatal de opera compartida entre las ciudades de Düsseldorf y Duisburgo en la región del Ruhr alemán. Su actual director general musical es, desde 2009, Axel Kober.
Su nombre procede de la unión de las compañías de ópera de ambas ciudades en 1956.
|  |  |

El teatro de ópera de Düsseldorf, el Düsseldorf Opernhaus, era obra del arquitecto Ernst Giese y se había inaugurado en 1875. En su configuración original contaba con 1260 asientos y un estilo que recordaba a los teatros italianos, frente a construcciones de la época como la Semperoper de Dresde. Entre 1887 y 1920 mantuvo conexión con su vecina ciudad de Duisburgo. En 1943 sufrió serios daños debido a sendos borbadeos en la Segunda Guerra Mundial. Las reconstrucciones debidas a Schulte Frohlinde, Paul Bonatz y Ernst Huhn, que culminaron en 1956, le dotan de su configuración actual, con 1296 asientos. La renovación realizada en 2006 y 2007 le dotó de una moderna maquinaria escénica, que sustituyó a la precedente de 1955. 
Para la compañía de Duisburgo, Martin Dülfer había construido un teatro con capacidad para 1675 personas que fue destruido en 1942 por los bombardeos de la Segunda Guerra Mundial recién terminada una representación de Tannhäuser. La compañía tuvo diversas sedes itinerantes hasta la reconstrucción del edificio en 1950. En 1970 se procedió a su restauración, dotándolo de su configuración actual de 1118 localidades, la habilitación del fóyer para la realización de pequeños conciertos y la creación del Fóyer III, una sala situada bajo el tejado del edificio para representaciones teatrales.
Es una de las compañías líricas más importantes de Alemania, funciona con el sistema ópera de repertorio (opuesto al de por temporadas).